# Élie Gesbert
Élie Gesbert (* 1. Juli 1995 in Saint-Brieuc) ist ein französischer Radrennfahrer. Er gilt als starker Puncheur und Bergfahrer.

## Sportliche Laufbahn
Gesbert begann seine Radsportlaufbahn als Cyclocrossfahrer. 2013 wurde er zweifacher französischer Junioren-Meister im Straßenrennen und im Einzelzeitfahren, zudem gewann er einer Etappe der Internationalen Friedensfahrt für Junioren.
Bei den Erwachsenen fuhr Gesbert Ende 2015 als Stagiaire beim UCI WorldTeam FDJ, wo er allerdings keinen regulären Vertrag erhielt und gewann eine Bergetappe des UCI-Nations’-Cup-U23-Rennens Tour de l’Avenir. 2016 gewann er einen Tagesabschnitt des U23-Etappenrennens Ronde de l’Isard und wurde ab August Vertragsfahrer beim UCI Professional Continental Team Fortuneo-Oscaro.
2017 startete er erstmals bei der Tour de France, als Jüngster im Fahrerfeld. Er war am 1. Juli (seinem Geburtstag) der erste Starter beim Einzelzeitfahren der ersten Etappe in Düsseldorf. Auf der zehnten Etappe machte er gemeinsam mit Yoann Offredo einen 170 Kilometer langen Ausreißversuch und wurde dafür als kämpferischster Fahrer ausgezeichnet. Er beendete die Rundfahrt als 85.
Bei seinem Tourstart 2018 kam er auf der fünften Etappe ohne erkennbaren Grund von der Straße ab und stürzte, kam aber mit leichten Verletzungen davon und konnte die Rundfahrt weiter bestreiten. Zu Beginn der 15. Etappe wurde er kurz nach dem Start von dem neben ihm fahrenden Italiener Gianni Moscon mit der Faust geschlagen, woraufhin Moscon von der Tour ausgeschlossen wurde.
Enede November 2019 wurde Gesbert beim Training von einem Auto angefahren und verletzte sich am Handgelenk. Im Februar 2020 stürzte er während des Trofeo Pollenca-Andratx auf Mallorca und brach sich die Kniescheibe. Für den Rest des Jahres konnte er keine Rennen bestreiten. Bei der Algarve-Rundfahrt 2021 gewann er die Abschlussetappe und wurde Fünfter der Gesamtwertung.

## Ehrungen
2013 wurde Gesbert mit dem nationalen Velo d’Or 2013 Juniors geehrt.

## Erfolge
2013
- eine Etappe Internationale Friedensfahrt (Junioren)
- Französischer Junioren-Meister – Straßenrennen, Einzelzeitfahren

2015
- eine Etappe Tour de l’Avenir

2016
- eine Etappe Ronde de l’Isard

2017
- eine Etappe Tour de Bretagne Cycliste
- eine Etappe und Nachwuchswertung Tour de Limousin
- Nachwuchswertung Tour du Gévaudan Languedoc-Roussillon

2018
- Nachwuchswertung Tour de Limousin

2019
- Nachwuchswertung Tour of Oman

2021
- eine Etappe Algarve-Rundfahrt

## Grand-Tour-Platzierungen
| Grand Tour            | 2017 | 2018 | 2019 | 2020 | 2021 | 2022 | 2023 | 2024 |
| --------------------- | ---- | ---- | ---- | ---- | ---- | ---- | ---- | ---- |
| Giro d’ItaliaGiro     | –    | –    | –    | –    | –    | –    | –    | –    |
| Tour de FranceTour    | 85   | 86   | 78   | –    | 61   | –    | –    | –    |
| Vuelta a EspañaVuelta | –    | –    | –    | –    | –    | 42   | 73   | DNF  |